# Ozeville
Cet article possède un paronyme, voir Azeville.
Ozeville est une commune française, située dans le département de la Manche en région Normandie, peuplée de 156 habitants.

## Géographie

### Localisation
Les communes limitrophes sont Vaudreville, Fontenay-sur-Mer, Lestre, Quinéville et Saint-Floxel.

### Hydrographie
La commune est située dans le bassin Seine-Normandie. Elle est drainée par le ruisseau de Coisel, le fossé 01 de la Varengère, le ruisseau du Bouillon et le Taret de Fontenay,,.
Le ruisseau de Coisel, d'une longueur de 10 km, prend sa source dans la commune, traverse sept communes, longe la commune de Fresville sur 31 m, sur son flanc sud-est, avant de se jeter dans le Merderet en limite de ladite commune et de Fresville.

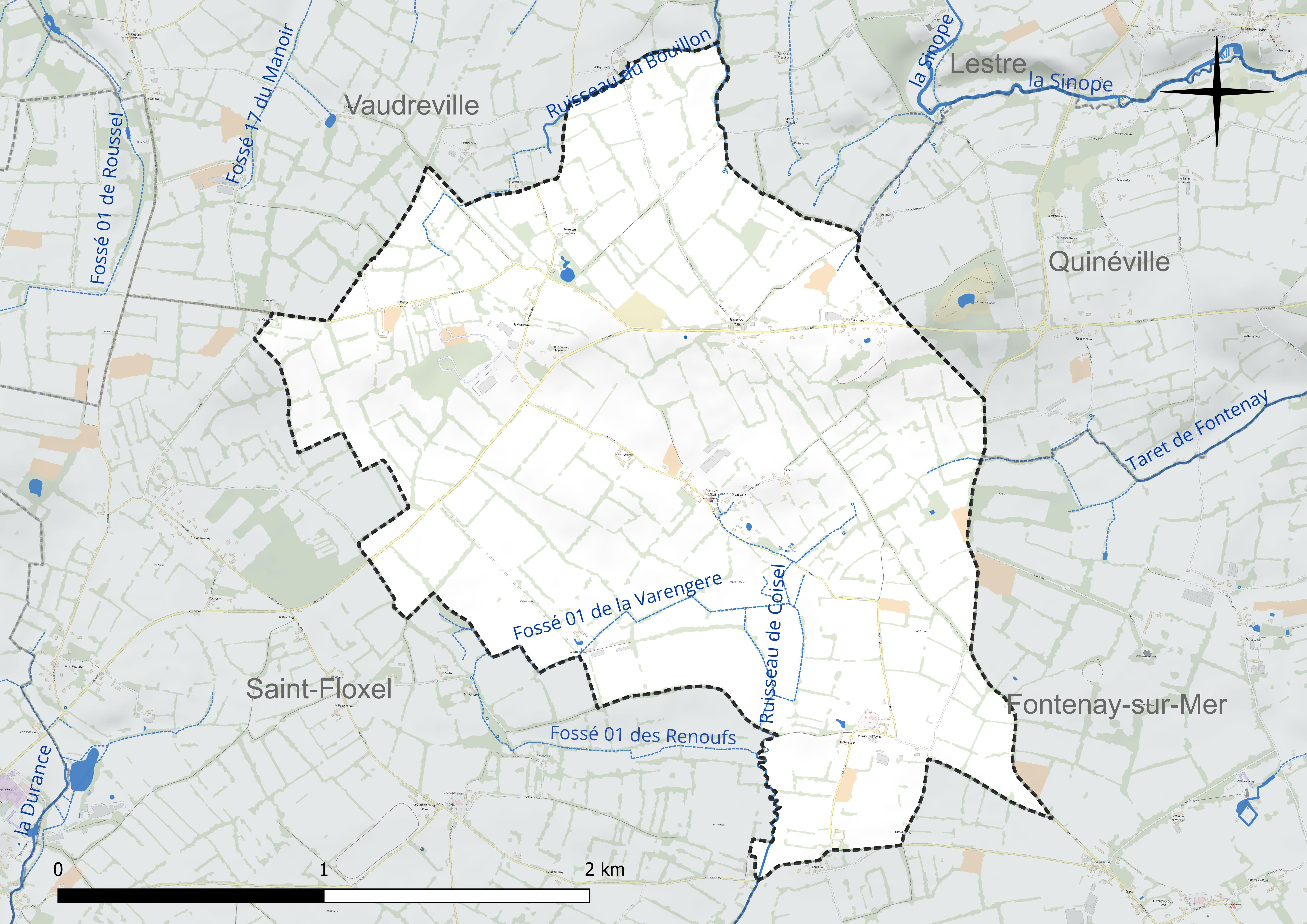
Réseau hydrographique d'Ozeville.

### Climat
Pour des articles plus généraux, voir Climat de la Normandie et Climat de la Manche.
En 2010, le climat de la commune est de type climat océanique franc, selon une étude du CNRS s'appuyant sur une série de données couvrant la période 1971-2000. En 2020, Météo-France publie une typologie des climats de la France métropolitaine dans laquelle la commune est exposée à un climat océanique et est dans la région climatique Normandie (Cotentin, Orne), caractérisée par une pluviométrie relativement élevée (850 mm/a) et un été frais (15,5 °C) et venté. Parallèlement le GIEC normand, un groupe régional d’experts sur le climat, différencie quant à lui, dans une étude de 2020, trois grands types de climats pour la région Normandie, nuancés à une échelle plus fine par les facteurs géographiques locaux. La commune est, selon ce zonage, exposée à un « climat maritime », correspondant au Cotentin et à l'ouest du département de la Manche, frais, humide et pluvieux, où les contrastes pluviométrique et thermique sont parfois très prononcés en quelques kilomètres quand le relief est marqué.
Pour la période 1971-2000, la température annuelle moyenne est de 11 °C, avec une amplitude thermique annuelle de 11 °C. Le cumul annuel moyen de précipitations est de 991 mm, avec 14,4 jours de précipitations en janvier et 7,9 jours en juillet. Pour la période 1991-2020, la température moyenne annuelle observée sur la station météorologique la plus proche, située sur la commune de Sainte-Marie-du-Mont à 16 km à vol d'oiseau, est de 11,6 °C et le cumul annuel moyen de précipitations est de 890,0 mm,. Pour l'avenir, les paramètres climatiques de la commune estimés pour 2050 selon différents scénarios d’émission de gaz à effet de serre sont consultables sur un site dédié publié par Météo-France en novembre 2022.

## Urbanisme

### Typologie
Au 1er janvier 2024, Ozeville est catégorisée commune rurale à habitat très dispersé, selon la nouvelle grille communale de densité à sept niveaux définie par l'Insee en 2022.
Elle est située hors unité urbaine et hors attraction des villes,.

### Occupation des sols
L'occupation des sols de la commune, telle qu'elle ressort de la base de données européenne d’occupation biophysique des sols Corine Land Cover (CLC), est marquée par l'importance des territoires agricoles (100 % en 2018), une proportion identique à celle de 1990 (100 %).
La répartition détaillée en 2018 est la suivante : prairies (69,7 %), terres arables (28,1 %), zones agricoles hétérogènes (2,2 %).

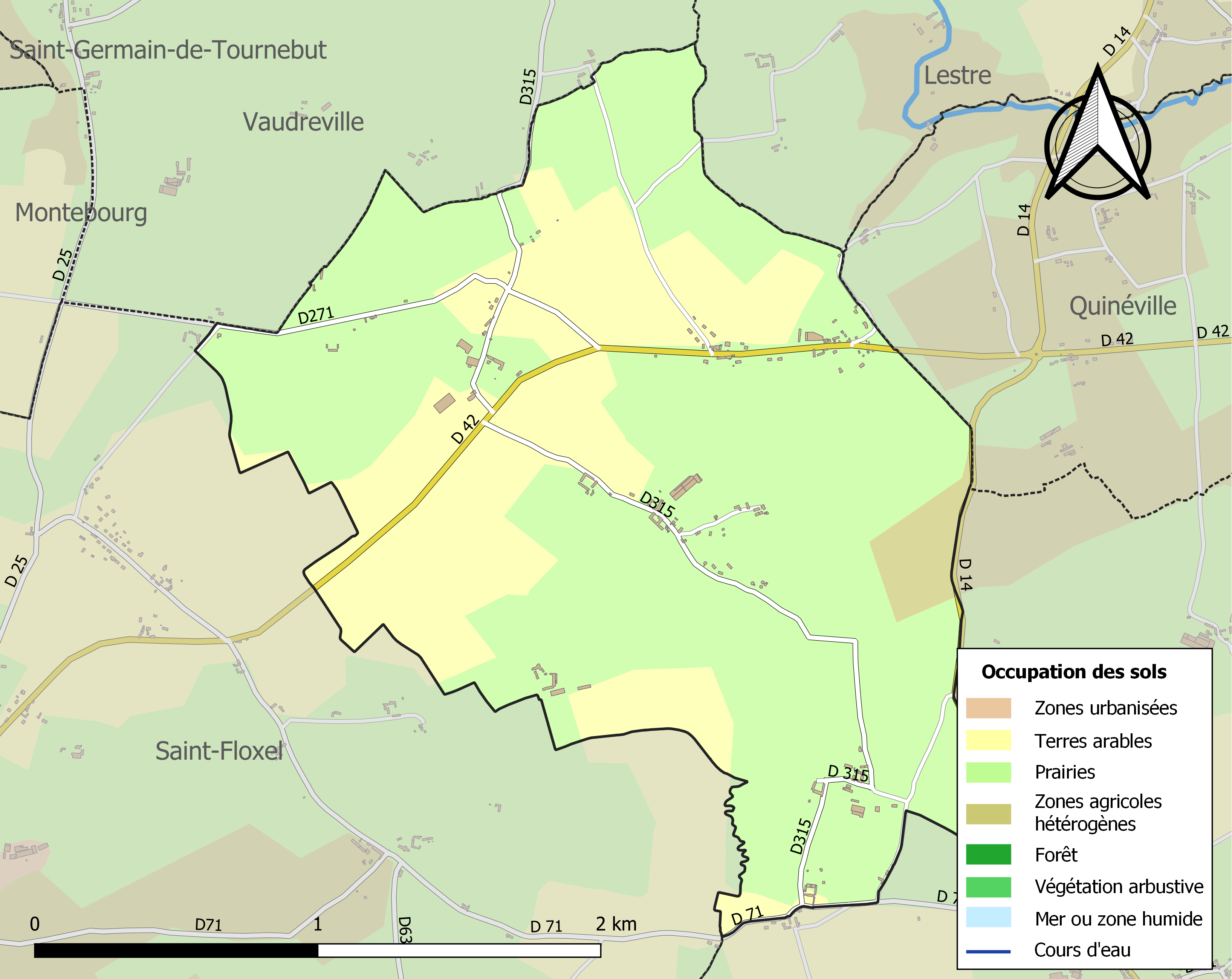
Carte des infrastructures et de l'occupation des sols de la commune en 2018 (CLC).

L'évolution de l’occupation des sols de la commune et de ses infrastructures peut être observée sur les différentes représentations cartographiques du territoire : la carte de Cassini (XVIIIe siècle), la carte d'état-major (1820-1866) et les cartes ou photos aériennes de l'IGN pour la période actuelle (1950 à aujourd'hui).

### Habitat et logement
En 2018, le nombre total de logements dans la commune était de 74, alors qu'il était de 72 en 2013 et de 71 en 2008.
Parmi ces logements, 89,3 % étaient des résidences principales, 9 % des résidences secondaires et 1,8 % des logements vacants. Ces logements étaient pour 100 % d'entre eux des maisons individuelles et pour 0 % des appartements.
Le tableau ci-dessous présente la typologie des logements à Ozeville en 2018 en comparaison avec celle de la Manche et de la France entière. Une caractéristique marquante du parc de logements est ainsi une proportion de résidences secondaires et logements occasionnels (9 %) inférieure à celle du département (15 %) et à celle de la France entière (9,7 %). Concernant le statut d'occupation de ces logements, 74,2 % des habitants de la commune sont propriétaires de leur logement (75 % en 2013), contre 63,5 % pour la Manche et 57,5 % pour la France entière.
| Typologie                                               | Ozeville | Manche | France entière |
| ------------------------------------------------------- | -------- | ------ | -------------- |
| Résidences principales (en %)                           | 89,3     | 76,7   | 82,1           |
| Résidences secondaires et logements occasionnels (en %) | 9        | 15     | 9,7            |
| Logements vacants (en %)                                | 1,8      | 8,4    | 8,2            |

## Toponymie
Le nom de la localité est attesté sous les formes Osouville vers 1170, de Osovilla en 1187, Osousvilla vers 1280, Ozulphivilla sans date.

## Histoire

### Moyen Âge
Un seigneur d'Ozeville figure parmi les compagnons de Guillaume le Conquérant sur la liste de Brompton.

### Temps modernes
En 1567, Louis de Magneville, écuyer, sieur de Magneville et de la Varengière à Ozeville, est taxé pour ses fiefs de 100 livres dans le rôle des nobles et roturiers, au titre du ban et de l'arrière ban de la vicomté de Coutances, réalisé par Gilles Dancel, seigneur d'Audouville, lieutenant général du bailli de Cotentin, tenu à Coutances les 20-22 octobre. Le fief de la Varengière à Ozeville, qui était un plein fief de haubert tenu du roi sous la vicomté de Valognes, avait des extensions sur Saint-Martin-d'Audouville, Fresville, Émondeville, Saint-Cyr, Saint-Floxel, Gréville, Fontenay, Saint-Germain-de-Tournebut, Hautmoitiers, Tourville, Éroudeville et Le Ham.
Louis Scelles, écuyer, lors de son contrat de mariage du 3 janvier 1662 avec Jeanne Rouxelin, fille de Richard Rouxelin et de Françoise de Sallen, est qualifié de seigneur d'Ozeville, de la Varengère (au sud du territoire communal) et également de Saint-Martin-d'Audouville.

## Politique et administration

### Rattachements administratifs et électoraux

#### Rattachements administratifs
La commune se trouve depuis 1926 dans l'arrondissement de Cherbourg-Octeville du département de la Manche.
Elle faisait partie depuis 1793 du canton de Montebourg . Dans le cadre du redécoupage cantonal de 2014 en France, cette circonscription administrative territoriale a disparu, et le canton n'est plus qu'une circonscription électorale.

#### Rattachements électoraux
Pour les élections départementales, la commune fait partie depuis 2014 du canton de Valognes
Pour l'élection des députés, elle fait partie de la première circonscription de la Manche.

### Intercommunalité
Ozeville était membre de la petite communauté de communes de la région de Montebourg, un établissement public de coopération intercommunale (EPCI) à fiscalité propre créé fin 1995 et auquel la commune avait transféré un certain nombre de ses compétences, dans les conditions déterminées par le code général des collectivités territoriales.
Dans le cadre des dispositions de la loi portant nouvelle organisation territoriale de la République du 7 août 2015, qui prévoit que les établissements publics de coopération intercommunale (EPCI) à fiscalité propre doivent avoir un minimum de 15 000 habitants, cette intercommunalité a fusionné avec ses voisines pour former, le 1er janvier 2017, la communauté d'agglomération du Cotentin, dont est désormais membre la commune.

### Liste des maires
| Période                                  | Période   | Identité          | Étiquette | Qualité              |
| ---------------------------------------- | --------- | ----------------- | --------- | -------------------- |
| Les données manquantes sont à compléter. |           |                   |           |                      |
| 1977                                     | 1983      | Xavier Pigouchet  |           |                      |
| 1983                                     | mars 2001 | Louis Hamel       |           | Agriculteur          |
| mars 2001                                | En cours  | Jean-Louis Cauvin | SE        | Moniteur atelier CAT |

## Population et société
Les habitants de la commune sont appelés les Ozevillais.

## Démographie
L'évolution du nombre d'habitants est connue à travers les recensements de la population effectués dans la commune depuis 1793. Pour les communes de moins de 10 000 habitants, une enquête de recensement portant sur toute la population est réalisée tous les cinq ans, les populations de référence des années intermédiaires étant quant à elles estimées par interpolation ou extrapolation. Pour la commune, le premier recensement exhaustif entrant dans le cadre du nouveau dispositif a été réalisé en 2005.

En 2022, la commune comptait 156 habitants, en stagnation par rapport à 2016 (Manche : −0,31 %, France hors Mayotte : +2,11 %).
| 1793 | 1800 | 1806 | 1821 | 1831 | 1836 | 1841 | 1846 | 1851 |
| ---- | ---- | ---- | ---- | ---- | ---- | ---- | ---- | ---- |
| 380  | 349  | 397  | 335  | 353  | 323  | 327  | 308  | 321  |

| 1856 | 1861 | 1866 | 1872 | 1876 | 1881 | 1886 | 1891 | 1896 |
| ---- | ---- | ---- | ---- | ---- | ---- | ---- | ---- | ---- |
| 267  | 261  | 261  | 248  | 242  | 234  | 245  | 213  | 203  |

| 1901 | 1906 | 1911 | 1921 | 1926 | 1931 | 1936 | 1946 | 1954 |
| ---- | ---- | ---- | ---- | ---- | ---- | ---- | ---- | ---- |
| 222  | 226  | 191  | 164  | 168  | 152  | 162  | 124  | 128  |

| 1962 | 1968 | 1975 | 1982 | 1990 | 1999 | 2005 | 2006 | 2010 |
| ---- | ---- | ---- | ---- | ---- | ---- | ---- | ---- | ---- |
| 133  | 121  | 110  | 98   | 140  | 124  | 138  | 142  | 148  |

| 2015 | 2020 | 2022 | - | - | - | - | - | - |
| ---- | ---- | ---- | - | - | - | - | - | - |
| 156  | 154  | 156  | - | - | - | - | - | - |

## Économie
La commune se situe dans la zone géographique des appellations d'origine protégée (AOP) Beurre d'Isigny et Crème d'Isigny.

## Culture locale et patrimoine

### Lieux et monuments
- Église Saint-Martin des XIIIe, XVIe – XXe siècle, très endommagé en 1944, avec portail du XIIIe, tour, avec légers décors au-dessus des fenêtres, entre le chœur et la nef. La porte sud de la nef arbore un bas-relief Charité de saint Martin du XIVe siècle classé au titre objet aux monuments historiques[28]. Elle abrite des fonts baptismaux en marbre blanc et noir et bois de chêne du XIXe.
- If funéraire séculaire à l'entrée de l'église.
- Croix de cimetière du XVIIe siècle, croix de chemin du XVIIIe siècle.
- Ferme-manoir de la Varengère des XVIe – XVIIe siècle. Ancien château fort.
- Ferme-manoir de la Saussée des XVIe – XVIIIe siècle, de la Beuzevillerie, de Vaudival des XVIIIe – XXe siècle.
- Batterie allemande dite fort d'Ozeville, dans la carrière, près des Fieffers Dancel.

Pour mémoire
- Chapelle Saint-Nazaire des XIe – XIIe siècle. Ses vestiges étaient encore visibles au XIXe siècle[18].

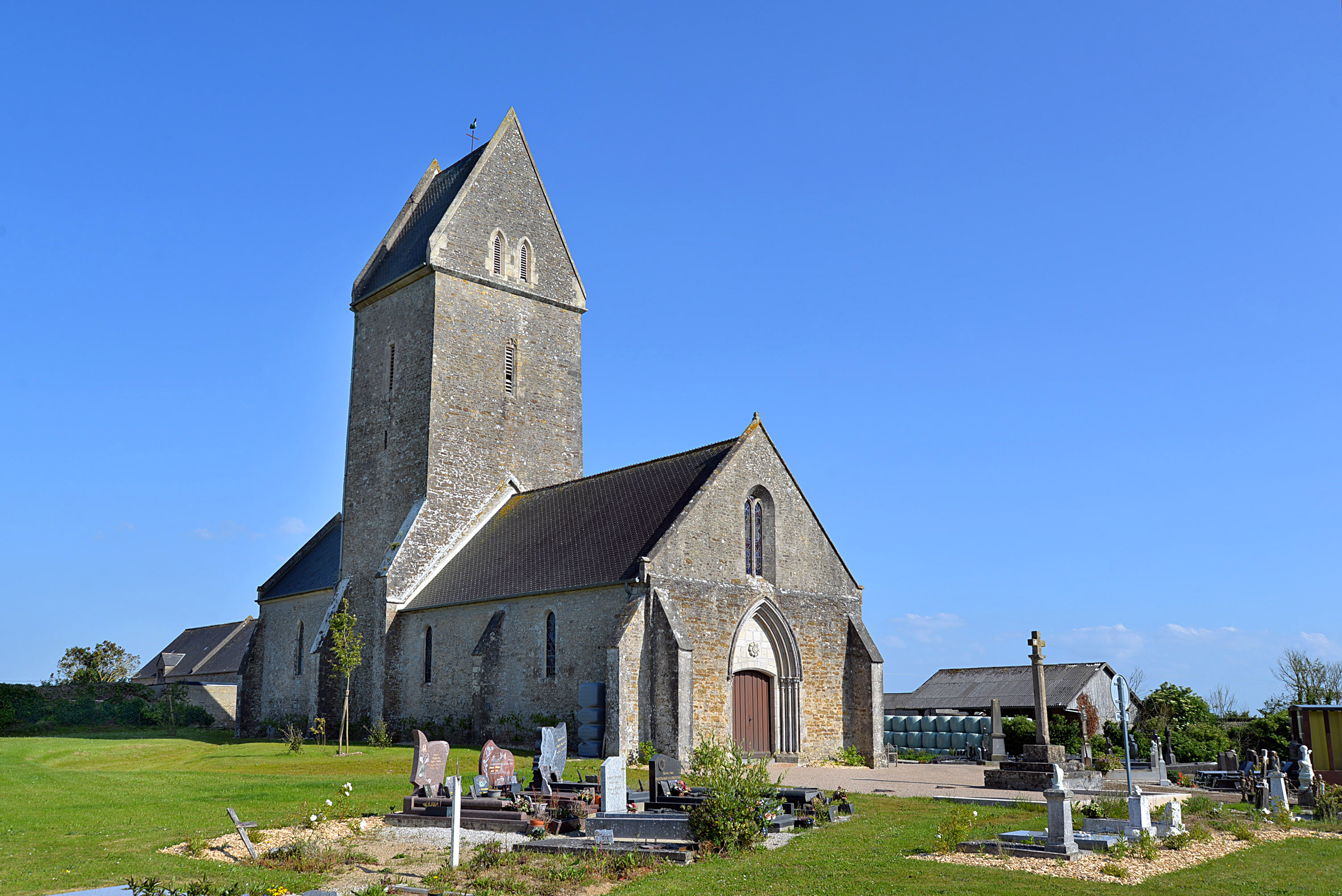
L'église Saint-Martin.
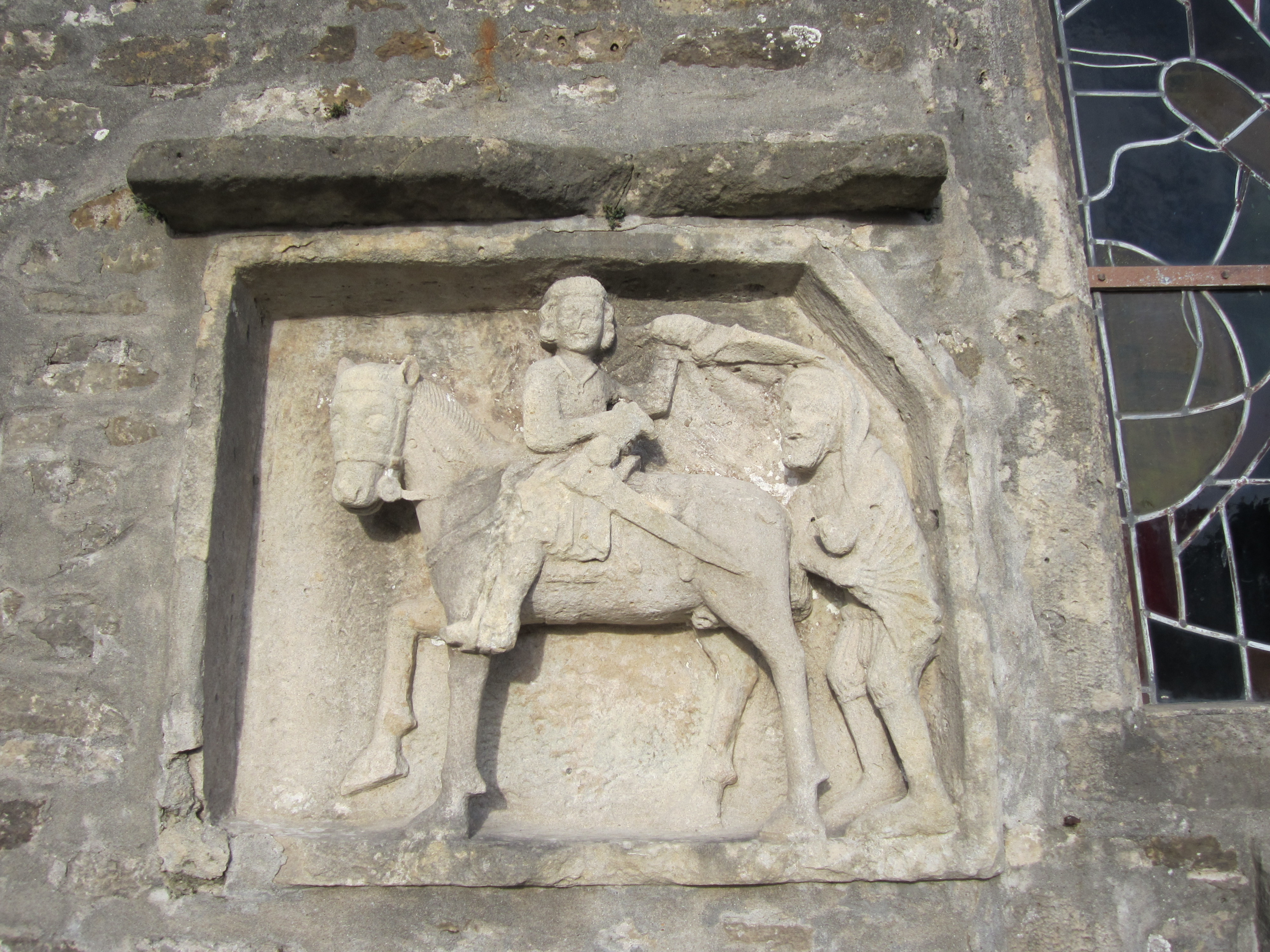
La Charité de saint Martin.
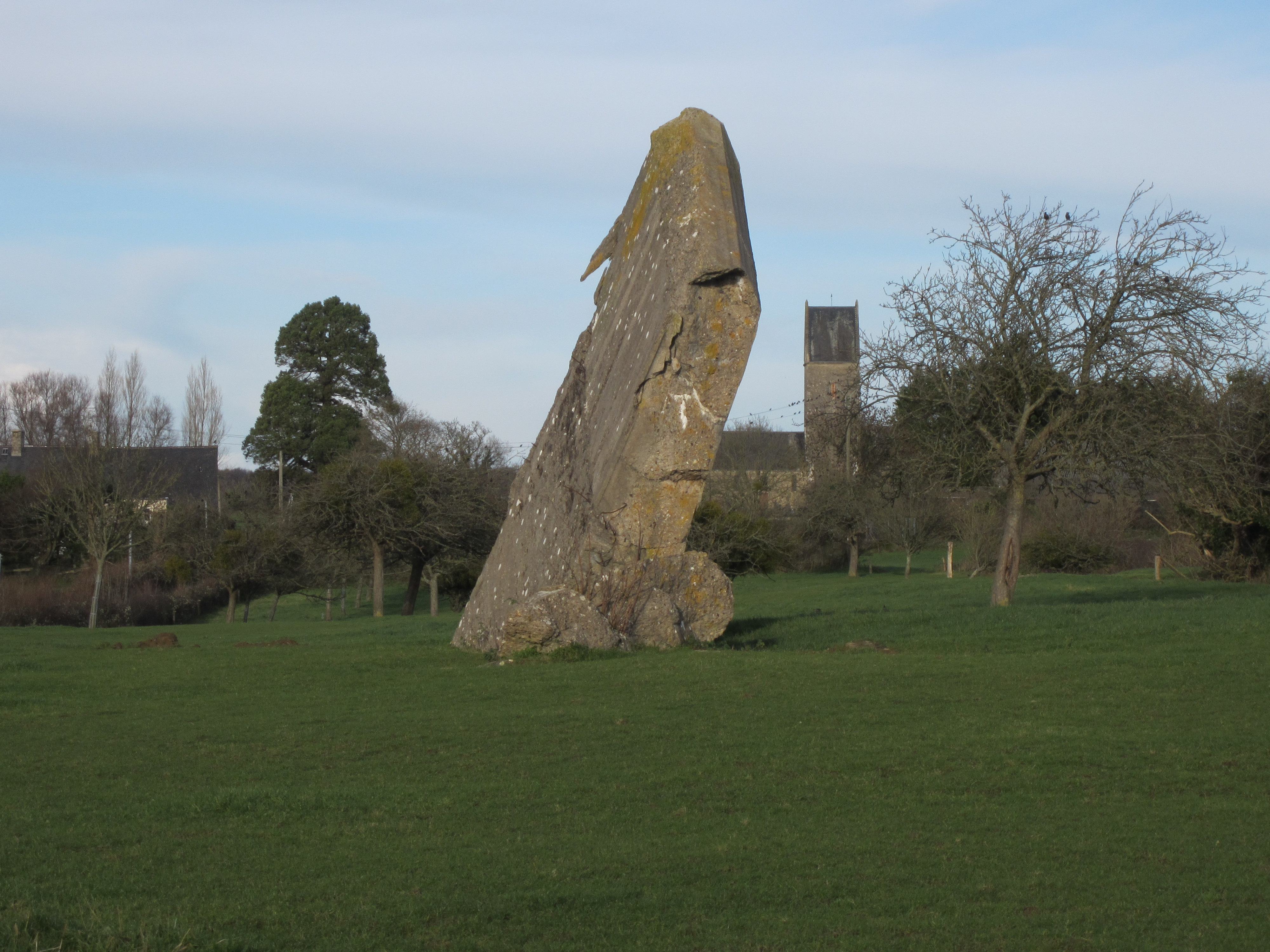
Les vestiges de la batterie allemande d'Ozeville.